# NHL 1943/44
Die NHL-Saison 1943/44 war die 27. Spielzeit in der National Hockey League. Sechs Teams absolvierten jeweils 50 Spiele. Den Stanley Cup gewannen die Montréal Canadiens nach einem 4:0-Erfolg in der Finalserie gegen die Chicago Black Hawks. 28 Spieler der New York Rangers waren wegen des Zweiten Weltkrieges bei der Armee. Zu Beginn der Saison standen nur sechs Spieler aus der Vorsaison im Kader. Das neu formierte Team gewann aus den ersten 15 Spielen nur ein Unentschieden.
Das Spiel erlebte eine gravierende Veränderung durch einige Regeländerungen. Bis zu dieser Saison war es für das verteidigende Team nicht erlaubt über die eigene blaue Linie zu passen. Seit dieser Saison gibt es auch die rote Mittellinie.

## Reguläre Saison

### Abschlusstabelle
Abkürzungen: W = Siege, L = Niederlagen, T = Unentschieden, GF= Erzielte Tore, GA = Gegentore, Pts = Punkte
|                     | W  | L  | T | GF  | GA  | Pts |
| ------------------- | -- | -- | - | --- | --- | --- |
| Montréal Canadiens  | 38 | 5  | 7 | 234 | 109 | 83  |
| Detroit Red Wings   | 26 | 18 | 6 | 214 | 177 | 58  |
| Toronto Maple Leafs | 23 | 23 | 4 | 214 | 174 | 50  |
| Chicago Blackhawks  | 22 | 23 | 5 | 178 | 187 | 49  |
| Boston Bruins       | 19 | 26 | 5 | 223 | 268 | 43  |
| New York Rangers    | 6  | 39 | 5 | 162 | 310 | 17  |

### Beste Scorer
Abkürzungen: GP = Spiele, G = Tore, A = Assists, Pts = Punkte
| Spieler       | Team     | GP | G  | A  | Pts |
| ------------- | -------- | -- | -- | -- | --- |
| Herb Cain     | Boston   | 48 | 36 | 46 | 82  |
| Doug Bentley  | Chicago  | 50 | 38 | 39 | 77  |
| Lorne Carr    | Toronto  | 50 | 36 | 38 | 74  |
| Carl Liscombe | Detroit  | 50 | 36 | 37 | 73  |
| Elmer Lach    | Montreal | 48 | 24 | 48 | 72  |
| Clint Smith   | Chicago  | 50 | 23 | 49 | 72  |
| Bill Cowley   | Boston   | 36 | 30 | 41 | 71  |
| Bill Mosienko | Chicago  | 50 | 32 | 38 | 70  |
| Art Jackson   | Boston   | 49 | 28 | 41 | 69  |
| Gus Bodnar    | Toronto  | 50 | 22 | 40 | 62  |

## Stanley-Cup-Playoffs
|  | Halbfinale | Halbfinale            | Halbfinale |  |  | Stanley-Cup-Finale | Stanley-Cup-Finale    | Stanley-Cup-Finale |
|  |            |                       |            |  |  |                    |                       |                    |
|  |            |                       |            |  |  |                    |                       |                    |
|  | 1          | Canadiens de Montréal | 4          |  |  |                    |                       |                    |
|  | 3          | Toronto Maple Leafs   | 1          |  |  |                    |                       |                    |
|  |            |                       |            |  |  | 1                  | Canadiens de Montréal | 4                  |
|  |            |                       |            |  |  | 2                  | Chicago Black Hawks   | 0                  |
|  | 2          | Detroit Red Wings     | 1          |  |  |                    |                       |                    |
|  | 4          | Chicago Black Hawks   | 4          |  |  |                    |                       |                    |
|  |            |                       |            |  |  |                    |                       |                    |

## NHL-Auszeichnungen
| Calder Memorial Trophy:    | Gus Bodnar, Toronto Maple Leafs |
| Hart Memorial Trophy:      | Babe Pratt, Toronto Maple Leafs |
| Lady Byng Memorial Trophy: | Clint Smith, Chicago Blackhawks |
| Vezina Trophy:             | Bill Durnan, Montréal Canadiens |